# Timothy Lafaele

a Compétitions nationales et continentales officielles uniquement.

b Matchs officiels uniquement.
Dernière mise à jour le 16 février 2022.
Timothy Lafaele (ティモシー・ラファエレ, Lafaele Timothy), né le 19 août 1991 à Moto'otua (Samoa), est un joueur de rugby à XV international japonais d'origine samoane évoluant au poste de centre ou de demi d'ouverture. Il évolue avec le club des Kobelco Steelers en League One depuis 2019.

## Carrière

### En club
Timothy Lafaele est né aux Samoa, mais est envoyé vivre chez son oncle en Nouvelle-Zélande à l'âge de quatre ans,. Là bas, il est éduqué au De La Salle College (en), et joue au rugby avec l'équipe de l'établissement.
N'étant pas parvenu à entrer à l'Academy de la province d'Auckland, il décide en 2010 de rejoindre l'université japonaise de Yamanashi Gakuin à Kōfu, où il poursuit sa formation rugbystique. Avec l'équipe de son établissement, il évolue en championnat japonais universitaire entre 2010 et 2014.
En 2014, il rejoint le club des Coca Cola Red Sparks situé à Fukuoka et qui évolue en Top League.
En 2017, il rejoint la franchise japonaise des Sunwolves, évoluant en Super Rugby. Il fait ses débuts le 25 février 2017 lors du match contre les Hurricanes. Plus tard dans la saison, il se distingue en inscrivant un triplé lors de la victoire historique de son équipe contre les Blues,. Il joue trois saisons avec cette équipe.
En 2019, il change de club, et s'engage avec les Kobelco Steelers.

### En équipe nationale
Timothy Lafaele est sélectionné pour la première fois avec l'équipe du Japon dans le cadre de la tournée de novembre 2016. Il obtient sa première cape internationale le 5 novembre 2016 à l’occasion d’un match contre l'équipe d'Argentine à Tokyo.
Il fait partie du groupe japonais sélectionné pour participer à la Coupe du monde 2019 au Japon. Il dispute les cinq rencontres de son équipe, dont le quart de finale contre l'équipe d'Afrique du Sud,.

## Palmarès

### En club
Néant

### En équipe nationale
- 27 sélections.
- 37 points (7 essais et 1 transformation).

- Participation à la Coupe du monde 2019 (5 matchs).